# Karli (Indie)
Karli – wieś położona w zachodniej części Indii, w stanie Maharasztra, w Ghatach Zachodnich, w odległości ok. 51 km na północny zachód od miasta Pune. Znana z wykutych w skale świątyń buddyjskich, pochodzących spomiędzy II w. p.n.e i IV w. n.e.; największa z nich, ćajtja o długości 42m, szerokości 15m i wysokości 15m, jest największym tego typu obiektem w Indiach. Po bokach nawy głównej znajduje się 37 oktagonalnych filarów. 30 z nich ma podstawy w formie waz z rzeźbami słoni. Fasada świątyni jest dwupiętrowa, z wielkim łukiem przez który wpada do wnętrza światło słoneczne.